# Konstantin VII.

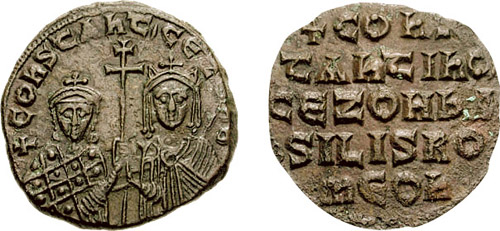
Konstantin VII. und seine Mutter Zoë

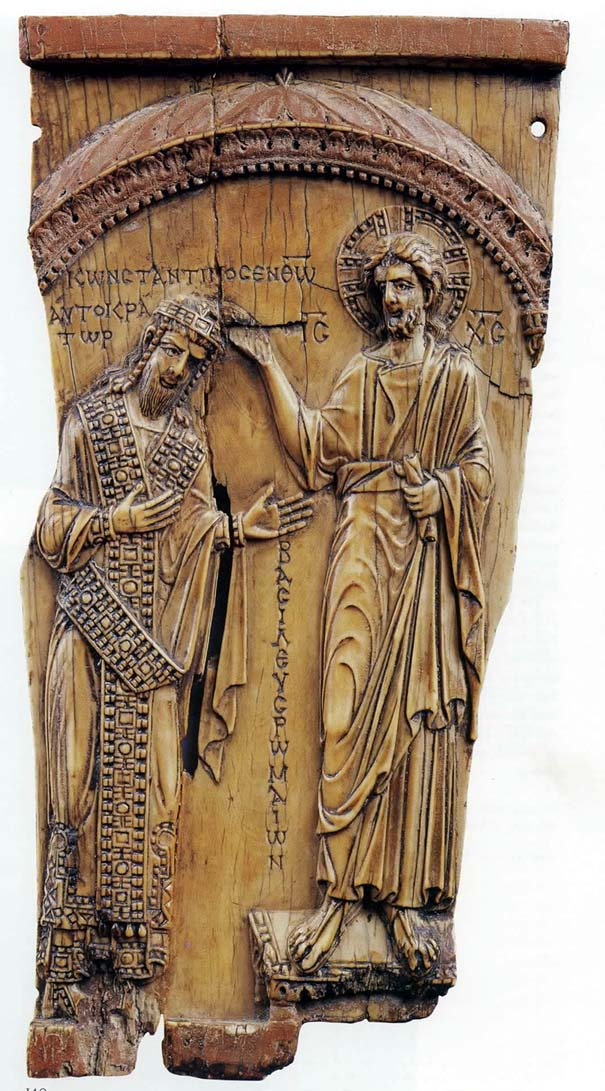
Konstantin VII. wird von Christus gekrönt, Elfeinbeinschnitzerei, Moskau, Puschkin-Museum

Konstantin VII., genannt Konstantin Porphyrogennetos oder Porphyrogenitus (griechisch Κωνσταντῖνος Πορφυρογέννητος „der Purpurgeborene“, weil er im Purpurgemach des kaiserlichen Palastes zur Welt kam; * 905 in Konstantinopel; † 9. November 959 ebenda), war der Sohn des byzantinischen Kaisers Leo VI. und dessen späterer vierter Frau Zoë Karbonopsina. Von 913 bis 959 war er byzantinischer Kaiser. Berühmt wurde Konstantin vor allem wegen seiner Werke De Administrando Imperio und De cerimoniis, die im Zusammenhang mit der sogenannten makedonischen Renaissance stehen.

## Leben und Regierung
Konstantin wurde als erster Sohn Leons VI. und dessen Geliebter Zoë Karbonopsina geboren. Da Leo VI. bereits drei Ehen hinter sich hatte, wurde diesem – entsprechend den Beschlüssen der Trullanischen Synode – zunächst eine vierte Ehe mit Zoë Karbonopsina durch den Patriarchen von Konstantinopel Nikolaus I. verweigert. Trotzdem gelang es Leon, seinen Sohn durch Nikolaus I. am 6. Januar 906 taufen und legalisieren zu lassen – dies unter der Bedingung, sich von seiner Geliebten zu trennen. Diese erfüllte Leon aber nicht, und als Leon Zoë wenig später heiratete, löste dies den sogenannten Tetragamiestreit aus. Dieser Streit zwischen Kaiser und Patriarch erschütterte Byzanz innenpolitisch auf Jahre und schwächte auch die außenpolitische Situation.
Als Thronfolger wurde Konstantin von seinem Vater und seinem Onkel Alexander am 15. Mai 908 ausgerufen. Nach dem Tod seines Vaters 912 und seines Onkels im Jahre 913 bestieg Konstantin VII. im Alter von sieben Jahren unter der Regentschaft des Patriarchen Nikolaus I. den Thron. Dessen Regierungszeit war geprägt von der Auseinandersetzung mit Simeon von Bulgarien, den er – um den Frieden zu sichern – als „Zaren“ (Kaiser, gr. Basileus) „der Bulgaren und Rhomäer“ (= Byzantiner). anerkannte. Wegen dieser Konzession wurde Nikolaus I. von Konstantins Mutter Zoë Karbonopsina aus der Regentschaft gedrängt.
Da Zoë genauso erfolglos in der Auseinandersetzung mit den Bulgaren war – sie kündigte die mit ihnen geschlossenen Verträge –, bestieg nach Jahren des langsamen Aufstiegs im Jahr 920 Romanos I. Lakapenos, byzantinischer Admiral und mittlerweile Schwiegervater Konstantins, als Mitregent des jungen Herrschers den Thron. Fortan wurde Konstantin von der Regierung ferngehalten. Wegen seines unattraktiven Äußeren, seiner Schweigsamkeit und weil er in der Thronfolge hinter Romanos I. ältestem Sohn Christophoros zurücktreten musste, verbrachte Konstantin eine eher traurige Jugend. Als intelligenter junger Mann nutzte er jedoch die Jahre, die er faktisch von der Macht ausgeschlossen war, für unterschiedlichste Studien, insbesondere zum byzantinischen Hofzeremoniell.
Nachdem Romanos I. von seinen Söhnen Stephanos und Konstantin im Jahre 944 zum Rücktritt gezwungen worden war, sicherte sich Konstantin VII. in den anschließenden Ränken die Regierungsgewalt, die er ab 945 (mittlerweile 39 Jahre alt) als Alleinherrscher ausübte. Bald darauf krönte er seinen Sohn Romanos II. zum Mitregenten. Da er niemals an die Machtausübung herangeführt worden war, delegierte er die meisten Aufgaben und Befugnisse an Höflinge und Generäle, nicht zuletzt auch an seine resolute Gattin Helena Lekapene.
Gleichwohl erließ er Gesetze zum Schutz der Stratioten und Kleinbauern. Erfolgreich wurde in seiner Regierungszeit das Reich gegen die Araber in Kleinasien und gegen die Magyaren auf dem Balkan verteidigt. Es gelang ihm sogar, im Osten Gebiete für Byzanz zurückzugewinnen. Die unter Romanos begonnene innere und äußere Festigung des Reiches setzte sich unter seiner Regierung fort. Mitte des 10. Jahrhunderts war Byzanz wieder die bedeutendste Macht im Mittelmeerraum, was sich auch in weitgreifenden diplomatischen Aktivitäten niederschlug: Prunkgesandtschaften Konstantins reisten unter anderem zum Kalifen Abd ar-Rahman III. von Córdoba und zu König Otto I. nach Quedlinburg. Nach der Überlieferung sollte sein Sohn die Nichte Ottos, Hadwig, ehelichen. Im Herbst 957 kam Olga von Kiew, Prinzessin der Kiewer Rus, nach Byzanz. Der Anlass dieses Besuches konnte bislang nicht geklärt werden. Auf jeden Fall wurde die Prinzessin in Konstantinopel auf den Namen Helena getauft und begann die Christianisierung ihrer Landsleute.
Konstantin VII. Porphyrogennetos starb am 9. November 959; einem Gerücht zufolge wurde er von seinem Sohn Romanos II. oder seiner Schwiegertochter Theophanu vergiftet.
Mit seiner Frau Helena Lekapene hatte Konstantin mehrere Kinder, unter anderen den jung verstorbenen Leo, seinen Nachfolger Romanos und Theodora, die mit dem byzantinischen Kaiser Johannes Tzimiskes verheiratet war.

## Der Kaiser als Schriftsteller
Konstantin VII. ist der Nachwelt als Autor in Erinnerung geblieben. Er schrieb oder ließ in seinem Namen drei Werke zur byzantinischen Staatskunst verfassen. Konstantin selbst gab den Werken keine Titel, da sie nicht zur Veröffentlichung bestimmt waren, sondern nur für seine Nachfolger. Sie sind in griechischer Sprache verfasst; die heute üblichen Titel stammen von den ersten Druckausgaben, die später in Italien entstanden sind und daher lateinische Titel haben. De cerimoniis aulae byzantinae (Die Zeremonien am Kaiserhof), beschreibt das oströmische Hofzeremoniell und die Funktionen der Palastbediensteten und gibt einen Einblick in das Machtzentrum des byzantinischen Staates zur Zeit der makedonischen Dynastie. De thematibus (Über die Themen) enthält eine Beschreibung der byzantinischen Themen, welche die alte Zivilverwaltung der Provinzen ablösten. De Administrando Imperio (Von der Regierung des Reiches) befasst sich mit der Innen- und Außenpolitik des Reiches; das Buch war als Richtschnur für Konstantins Nachfolger gedacht.
Der Kaiser war zudem ein eifriger Sammler von Büchern und Kunstwerken und er betätigte sich auch als Maler. Des Weiteren entstand in seiner Regierungszeit eine umfangreiche Kompilation von Textausschnitten antiker Geschichtsschreiber (Excerpta), von diesen konstantinischen Exzerpten sind aber nur wenige Teile erhalten.

## Werke
- De administrando imperio
- De thematibus
- De cerimoniis aulae Byzantinae
- Narratio de imagine Edessena
- Oratio de translatione Chrysostomi
- Oratio ad milites

## Ausgaben
- Klaus Belke, Peter Soustal: Die Byzantiner und ihre Nachbarn: Die De administrando imperio genannte Lehrschrift des Kaisers Konstantinos Porphyrogennetos für seinen Sohn Romanos. Wien 1995, ISBN 3-900538-54-9 (deutsche Übersetzung).
- Leopold Breyer (Hrsg.): Vom Bauernhof auf den Kaiserthron: Das Leben des Kaisers Basileios I., des Begründers der makedon. Dynastie. Beschrieben von seinem Enkel, dem Kaiser Konstantinos VII. Porphyrogennetos. Übersetzt, eingeleitet und erklärt von Leopold Breyer. Graz / Wien / Köln 1981, ISBN 3-222-10292-9.
- Ernst Doblhofer: Aus den Excerpta de legationibus des Konstantinos Porphyrogennetos ausgewählte Abschnitte des Priskos und Menander Protektor: Byzantinische Diplomaten und östliche Barbaren. (= Byzantinische Geschichtsschreiber. Band 4). Übers., eingel. u. erklärt von Ernst Doblhofer. Graz / Wien / Köln 1955.
- John F. Haldon: Constantine Porphyrogenitus. Three treatises on imperial military expeditions. Introduction, edition, translation and commentary. Verlag der Österreichischen Akademie der Wissenschaften, Wien 1990, ISBN 3-7001-1778-7.
- John F. Haldon: The De Thematibus: (‘on the themes’) of Constantine VII Porphyrogenitus. Lancaster 2021, ISBN 978-1-80085-998-2.
- Albert Vogt: Le Livre des Cérémonies. (= Collection byzantine). Texte établi et traduit par Albert Vogt. Les Belles Lettres, Paris 1967.
- Gilbert Dagron, Bernard Flusin: Constantin VII Porphyrogénète: Le livre des cérémonies (= Corpus Fontium Historiae Byzantinae. Band 52/1–5). 5 Teilbände, Association des Amis du Centre d’Histoire et Civilisation de Byzance, Paris 2020, ISBN 978-2-916716-70-1.